# Sandjak d'Eğriboz
Le sandjak d'Eğriboz (Eğriboz ou Ağriboz en turc, Ευρίπου ou Euripe en grec, Nègrepont ou Negroponte pour les Occidentaux, désignant l'île d'Eubée) était une subdivision administrative de la province ottomane du pachalik de l'Archipel. Il a existé de 1471 à 1833. Sa capitale était Chalcis (Nègrepont).

## Histoire

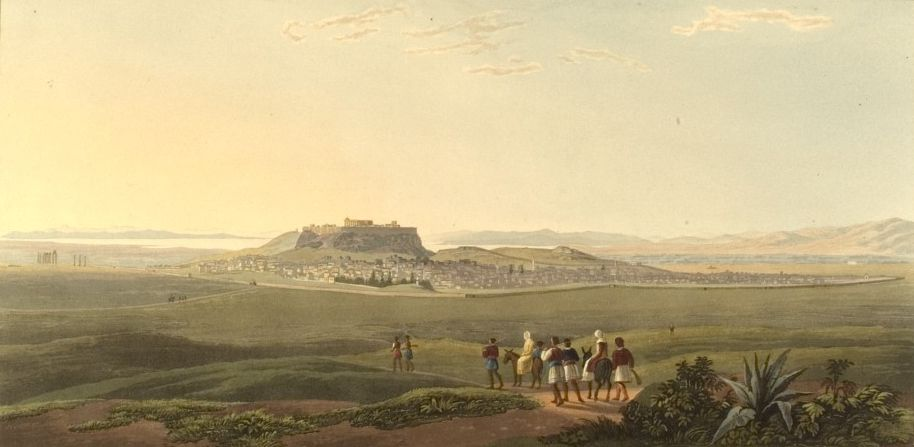
Athènes, tableau d'Edward Dodwell, 1821

Le sandjak d'Eğriboz, créé en 1471, était une subdivision (sandjak) de la province de Roumélie qui regroupait les possessions européennes de l'Empire ottoman. Il  comprenait les territoires du duché d'Athènes (Attique et Béotie), conquis en 1456 sur une dynastie florentine, et de la seigneurie d'Eubée, colonie de la république de Venise, conquise en 1470.

La Grèce ottomane au début du XIXe siècle : le sandjak d'Eğriboz est marqué en rouge, au sud-est de la carte

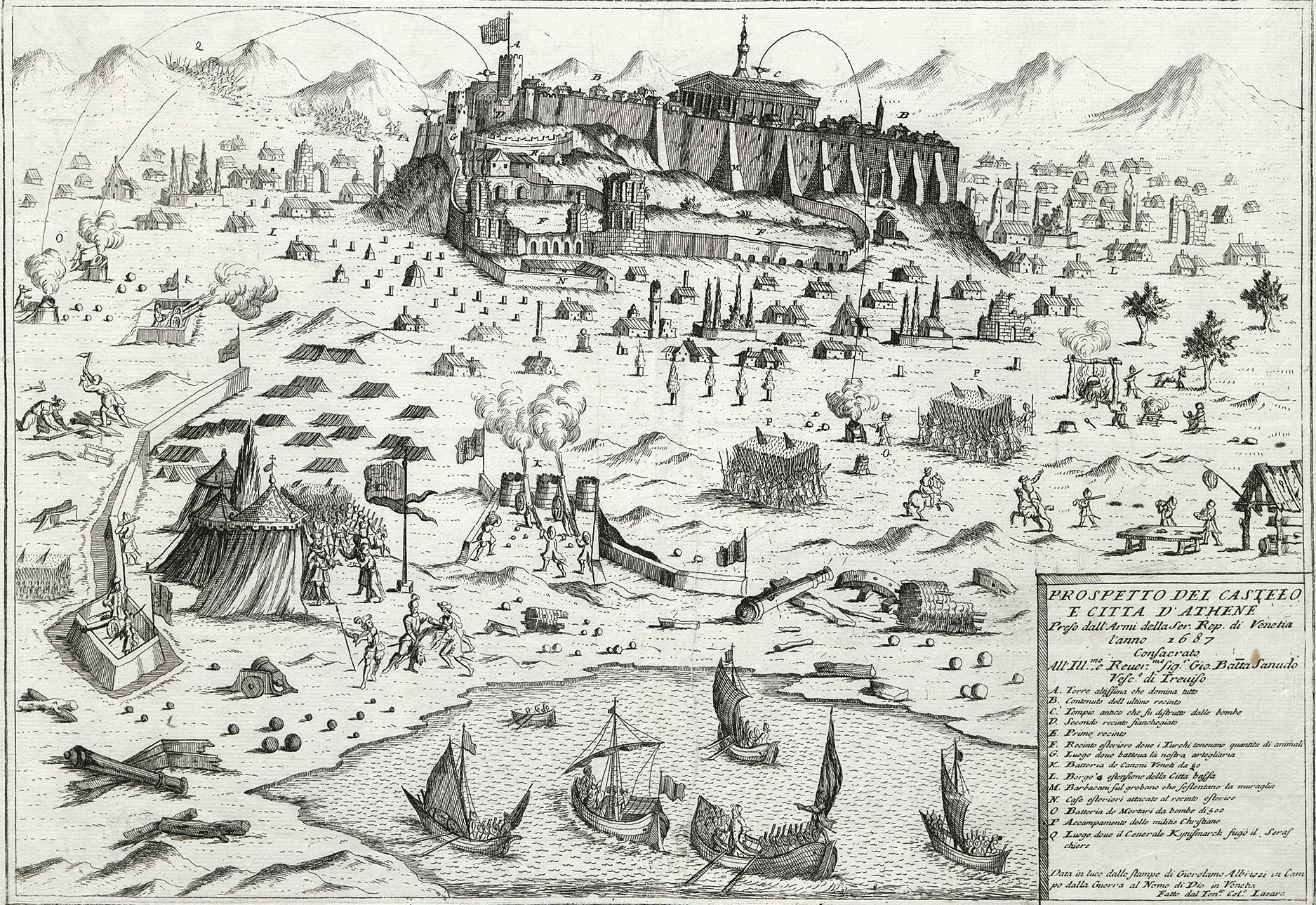
Siège de l'Acropole d'Athènes par les Vénitiens en 1687, gravure, fin du XVIIe siècle

La ville d'Athènes était la propriété personnelle du Kizlar Agha (chef des eunuques noirs), administrée en son nom par un voïvode chrétien, en général grec. Après 1533, le sandjak, avec le reste de la Grèce insulaire et péninsulaire, est rattaché au pachalik de l'Archipel administré par le capitan pacha, chef de la marine ottomane.
Au XVIIe siècle, le sandjak comprend les kazas suivants :
- Eğriboz (Chalcis, résidence du sandjakbey, au centre de l'Eubée)
- Kizilhisar (Karystos, sud de l'Eubée)
- Oraioi (nord de l'Eubée)
- Zeitun (Lamía, en Grèce centrale)
- Mendenítsa, ancien siège d'une seigneurie franque, le marquisat de Bodonitza
- Atalánti
- Athènes
- Égine
- Thèbes
- Tourkochori (Élatée)
- Mestube
- Oropos (nord de l'Attique)
- Kephissia
- Mégare

Pendant la guerre de Morée (1684-1699), Athènes et l'Eubée sont temporairement occupées par les Vénitiens qui doivent les évacuer en 1689.
Pendant la guerre d'indépendance grecque (1821-1829), la partie continentale du sandjak est prise par les insurgés qui y établissent une assemblée, l'Aréopage de Grèce continentale orientale (en) tandis que l'Eubée est tenue par le général ottoman Omer Pacha jusqu'au traité de Constantinople (1832) par lequel le sultan reconnaît l'indépendance de la Grèce.

## Fiction
Victor Hugo évoque de façon moqueuse « le vieux Omer, pacha de Négrepont » dans Lazzara, poème du recueil Les Orientales (1829).

### Sources et bibliographie
- (en) Cet article est partiellement ou en totalité issu de l’article de Wikipédia en anglais intitulé « Sanjak of Eğriboz » (voir la liste des auteurs) dans sa version du 27 septembre 2015.